# Элион де Вильнёв
Э́лион де Вильнёв (фр. Hélion de Villeneuve; около 1270, Прованс — 27 мая 1346, Родос) — 25/26-й Великий магистр ордена госпитальеров (1319—1346).

## Биография
Согласно некоторым данным, родился в 1263 году в Провансе в знатной семье. Происходил из могущественного провансальского рода. Был одним из немногих иоаннитов, уцелевших при сдаче Акры в 1291 году. В 1314 году был командором Маноски и Пюимуассона, а 21 июля 1317 года папа преобразовал лейтенантство Сен-Жиля в приорство Прованса с тем, чтобы назначить Вильнёва на должность его приора. В иерархии ордена старшим (главным) считался «язык» Прованса (не Франции), а самым значительным в нём был приорат Сен-Жиля. Элион Вильнёв был приором аббатства Сен-Жиль, точнее — приором Прованса, несмотря на то, что данное образование считалось эфемерным, так что провансальские рыцари на Родосе выделили отдельное представительство (auberge spéciale), возглавлявшееся столпом Малого Прованса (pilier de la Petite Provence). Был избран великим магистром после отречения Фулька де Вилларе в 1319 году на ассамблее рыцарей ордена в Авиньоне с участием папы Иоанна ХХII. Первый историограф ордена Дж. Бозио (G. Bosio) указал, что Элиона Вилланову назначили рыцари ордена в присутствии папы и кардиналов при всеобщем согласии. Папа созвал в Авиньоне «всех сеньоров Большого Креста, и многих других от главных командорств», а также наиболее представительных приоров: Франции, Шампани, Оверни, Тулузы, Венеции, Кастилии и Леона, Португалии и Наварры. Тех же приоров, но без Наварры, перечислил Делявиль ле Руль. С. Паули (S. Pauli) обратил внимание на то, что Дж. Бозио, а за ним и Р. О. де Верто (Vertot) указывали датой избрания в Авиньоне 1323 год, но согласно имеющимся дипломам событие состоялось 4 годами ранее, в 1319 году. Ф. Заллес отметил, что магистр был избран капитулом. И. А. Настенко и Ю. В. Яшнев избрали обтекаемую формулировку: «В июне 1319 года Великим магистром становится Элион де Вильнёв, фактически назначенный папой». Делявиль ле Руль отметил, что большая часть историографов датировала избрание Вильнёва 1323 годом и указал, что 18 июня 1319 года папа заявил о своей заинтересованности именно его кандидатуры на посту магистра.
На Родосе орден обрёл полную независимость от светской власти и поэтому стал называться суверенным (державным) и обладал светскими правами — обмениваться послами и заключать договоры с другими государствами. После избрания Вильнёв не поехал на Родос, а остался в Европе, полагая, что там принесёт больше пользы. Несмотря на большие доходы от торговли и продажи сахара, экономика и финансы госпитальеров испытывали трудности. Затраты на возведение  Родосской крепости, оплату наёмников, содержание госпиталей, закупки продовольствия, лошадей, вооружения и амуниции увеличивали растущие долги ордена. В то время в Европе насчитывалось 656 командорств иоаннитов, в каждом из которых обязательно был организован госпиталь. Суммарный долг госпитальеров, главным образом флорентийским банкирам, составлял около 500 000 флоринов. Согласно другим данным, в 1320 году задолженность иоаннитов равнялась 575 900 золотых флорентийских флоринов и 1 000 генуэзских лир. Своей главной задачей глава ордена поставил контроль за передачей иоаннитам владений и имущества тамплиеров, налаживание работы европейских приорств. В результате своего рода аудита наладил постоянное перечисление денежных средств в казначейство главной ставки. Магистр умерил аппетиты феодалов на доходы командорств ордена. Путём переговоров сумел воспрепятствовать практике европейских монархов, присваивавших отправлявшиеся на Родос командорские респонсии (отчисления). Вильнёв добился согласия короля Франции на четырёхлетнюю отсрочку погашения долга ордена. К 1335 году магистру удалось решить финансовые проблемы — путём поступлений от продажи угодий долги были выплачены. На остров магистр прибыл в 1332 году. 

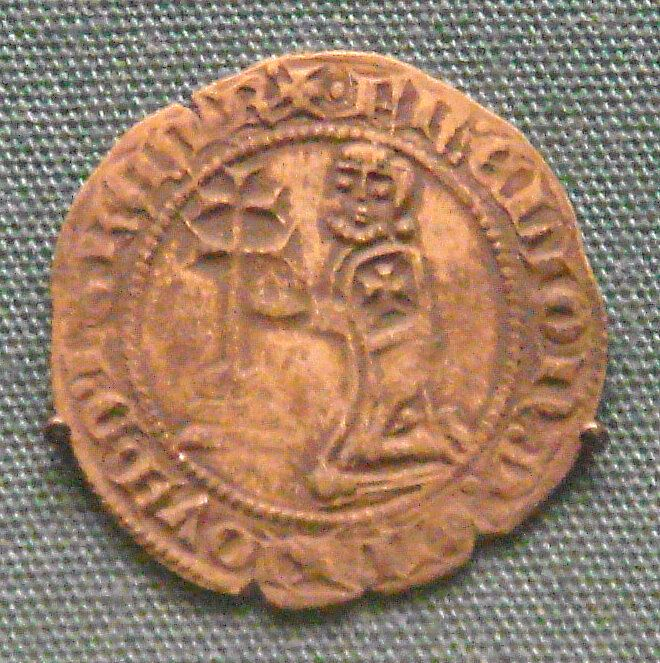
Серебряный джильято времён магистерства Элиона де Вильнёва

Суверенность ордена подкреплялась наличием собственной платёжной системы. На Родосе госпитальеры начали выпускать собственные монеты. В Британском музее хранится джильято, отчеканенный при магистерстве Вильнёва.
Также на Родосе окончательно сформировался устав ордена иоаннитов, утвердивший его иерархическую структуру. На Генеральном капитуле 1323 года рыцари ордена были окончательно разделены на 7 «языков», то есть национальных провинций. Деление по национальному принципу наблюдалось уже на капитулах в Маргате, но тогда оно не было документально закреплено. Перечень «языков» выстраивался в иерархической последовательности согласно орденского стажа: Прованс, Овернь, Франция, Италия, Арагон (тогда включал весь Иберийский полуостров), Англия и Германия (впоследствии в 1461 году в ордене было выделено 8 «языков»). Магистр отобрал 8 бальи, которых обязал к постоянному проживанию на Родосе. Их стали называть столпами или опорами (фр. piliers), входившими в состав Совета под председательством магистра и должны были следить за благоустройством национальных представительств своего «языка» (фр. auberge казарм, гостиниц, постоялых дворов). На Родосе рыцари каждой национальной провинции стали жить в отдельном месте под одной крышей — у каждого языка была своя казарма (постоялый двор с трактиром). К 1345 году на Родосе пребывало около 400 госпитальеров, среди которых преобладали рыцари «языков» Прованса, Оверни и Франции. По убывающему числу представителей за ними шли итальянцы, немцы, англичане, испанцы и португальцы. Помимо того на Родосе было определено строгое иерархическое деление членов Ордена на  три класса: рыцарей, клириков и сержантов. «Эта троичная структура 
соответствовала средневековой сословной структуре западно-европейского 
общества, подразделявшегося на дворянство, духовенство и простонародье».
С 1318 года родосский флот под началом великого командора Альберта Шварцбурга в союзе с генуэзцами стал одерживать победы над силами турок-османов. В 1320 году был разгромлен турецкий флот из 80 кораблей и предотвращена высадка десанта на Родос. После этой победы на протяжении века турки отказывались от нападений на острова госпитальеров. В 1344 году флот родосских рыцарей при содействии кораблей папы и Венецианской республики овладел Смирной и оставил в ней свой гарнизон, хотя крепость не была взята.
Магистр ушёл из жизни на 83 году, в течение 27 из них правил орденом госпитальеров, созвав при том 7 Генеральных капитулов. Умер на Родосе в 1346 году. Точная дата смерти неизвестна, указываются 7 или 27 мая. Выпущенные магистром монеты и надгробная эпитафия описаны Ф. Заллесом.